# ごちそうさま (テレビ番組)
『ごちそうさま』は、日本テレビ系列で1971年1月11日から1998年3月31日まで平日の午後に放送されていた料理番組である。味の素の一社提供。

## 概要
放送開始当初から25年3か月に亘り、俳優・司会者・タレントとしての活動が多かった高島忠夫・寿美花代夫妻が司会を務めた。
1987年秋の改編以降は、制作局の日本テレビ及び同時ネット局の場合では『午後は○○おもいッきりテレビ』の13時台前半頃に内包された（後述）。
1996年1月に放送開始から25周年を迎えたことから、同年3月29日の放送をもって放送開始から長年司会を務めた高島夫妻が勇退、同年4月1日の放送からは俳優の辰巳琢郎とタレントの大東めぐみに司会が交代され放送終了までの2年間務めた。

### 番組内容
番組の内容は、ゲストが自慢料理を自ら作って紹介したり、金曜日はレポーターがおいしい店を紹介するものだった。高島夫妻時代は年に何回か地方で公開録画を実施、この時はレポーターも出演した。さらに毎週水曜日は高島夫妻だけが受け持つ「ふたりのキッチンルーム」というコーナーがあった。
番組エンディング（正確には2回目のCMに入る前）では原則として、高島忠夫が「ごちそうさまでした」のセリフで締める（公開録画の放送日で、かつそれが水曜日に該当する場合は「明日は東京のスタジオからお送りします」も加わる）のが基本であったが、1987年5月21日放送分でゲストを招いた際における「(ゲスト)、頑張ってください」や、「ふたりのキッチンルーム」における「お試しください」「失礼いたします」のセリフで締めるなど多少の例外はあった。
ゲストが歌手だった場合、試食タイムの前にゲストの歌のコーナーを別途に設けていた。通常は番組中程で披露するのが基本だった（そのためこの場合に限り、試食タイム時にピアノ演奏のBGMはない）が、1985年6・7月にTHE GOOD-BYEがゲスト出演した際に最初のCM明けにいきなり披露されるなど例外もあった。
味の素の一社提供につき、原則として調味料にはうま味調味料の『味の素』と味の素製品が必ず用いられた。そのため、バターは味の素が販売していたマーガリン『マリーナ』で代用していた。
番組内CMでは親会社のみならず子会社のAGFのCMが流れることも少なくなかったことから、ゲストが菓子類を披露した際には試食タイム（おおよその目安としては13:10頃）になると、AGF製品の姿がチラリと映えることが稀にあった。

### 番組の終焉
1997年に一社提供スポンサーである味の素が総会屋へ利益供与を行った事件が発覚。これに伴い味の素は一社提供スポンサーを降板し、1998年3月31日をもって番組は終了。27年3か月の歴史に幕を下ろした。

### テーマ曲
開始当初は高島夫妻による主題歌が存在（曲名不明）。スカンク人形の登場からは、坂田晃一作曲による番組独自のテーマ曲（曲名不詳）が長らく使われることになる。辰巳・大東時代の2年間は、服部克久作曲の「収穫祭」が使われた。

### 高島夫妻時代におけるオープニング映像
オープニングはスカンクをモチーフにした着ぐるみである「スカンクタロー」がフライパンを柄の長いハンマーでたたいてフライパンを模した銅鑼を鳴らすが、次第に様々なコント形式のものになっていき、地方都市での公開生放送や収録のときも、スカンクタローがその公開先の地元にちなんだオチを披露していた。その際に大体ひどい目に合うのも特徴。

### 味の素の「お知らせコーナー」
高島夫妻時代の1977年11月2日から、毎週水曜日と金曜日に番組内で味の素の「お知らせコーナー」が開始された。1976年から1977年にかけて放送された日本テレビのドラマ『喜びも悲しみも幾年月』のオーディションに合格し、芸能界入りをした女優・タレントのミッちゃんこと有沢光恵（ありさわ みつえ）が「お知らせコーナー」を担当した。

### 派生番組
1987年6月20日から1988年9月には『味の素・世界ごちそうさま!!』、同年10月から1989年9月には『味の素ごちそうさまワールド・地球おいしいぞ!!』という派生番組が土曜日の22:00 - 22:30に放送された。

## 出演者

### 司会
- 1971年1月 - 1996年3月：高島忠夫・寿美花代夫妻
- 1996年4月 - 1998年3月：辰巳琢郎・大東めぐみ

### レポーター
初期は金曜日のみ『さすらいのくいしん坊』
- 不明 - 1996年3月：山内賢、目黒祐樹、南條豊、おりも政夫、新藤栄作ほか
- 1996年4月 - 1998年3月：長谷川初範ほか

『さすらいの料理人、解決料理王・進』
- 黒部進

## 放送時間の変遷
| 期間       | 期間       | 放送時間（日本時間）              | 備考 |
| ---------- | ---------- | --------------------------------- | --- |
| 1971年1月  | 1971年3月  | 月曜日 - 金曜日 15:00 - 15:15     | 単独番組                                                                                                |
| 1971年4月  | 1971年12月 | 月曜日 - 金曜日 13:30 - 13:45     | 単独番組、平日15時枠を1時間ドラマ再放送枠『テレビドラマシリーズ』または『時代劇シリーズ』に変更したため |
| 1972年1月  | 1987年9月  | 月曜日 - 金曜日 13:00 - 13:15     | 単独番組、『お昼のワイドショー』の30分繰上げに伴う                                                      |
| 1987年10月 | 1988年9月  | 月曜日 - 金曜日 13:05 - 13:20     | 『午後は○○おもいッきりテレビ』に内包                                                                    |
| 1988年10月 | 1998年3月  | 月曜日 - 金曜日 12:55頃 - 13:05頃 | 『午後は○○おもいッきりテレビ』に内包、5分縮小。開始時刻不定                                             |

## ネット局
系列は本番組終了時（1998年3月）のもの。
| 放送対象地域   | 放送局             | 系列                          | ネット形態              | 備考                                                  |
| -------------- | ------------------ | ----------------------------- | ----------------------- | ----------------------------------------------------- |
| 関東広域圏     | 日本テレビ         | 日本テレビ系列                | 制作局                  |                                                       |
| 北海道         | 札幌テレビ         | 日本テレビ系列                | 同時ネット              |                                                       |
| 青森県         | 青森放送           | 日本テレビ系列                | 同時ネット              | 1972年1月3日から                                      |
| 岩手県         | テレビ岩手         | 日本テレビ系列                | 同時ネット              |                                                       |
| 秋田県         | 秋田放送           | 日本テレビ系列                | 同時ネット              |                                                       |
| 山形県         | 山形放送           | 日本テレビ系列                | 同時ネット              |                                                       |
| 宮城県         | ミヤギテレビ       | 日本テレビ系列                | 同時ネット              |                                                       |
| 福島県         | 福島中央テレビ     | 日本テレビ系列                | 同時ネット              | 1972年4月3日から                                      |
| 山梨県         | 山梨放送           | 日本テレビ系列                | 同時ネット              |                                                       |
| 新潟県         | 新潟総合テレビ     | フジテレビ系列                | 遅れネット              | 1981年3月31日まで                                     |
| 新潟県         | テレビ新潟         | 日本テレビ系列                | 同時ネット              | 開局日の1981年4月1日から                              |
| 長野県         | 信越放送           | TBS系列                       | 遅れネット              | 1976年4月5日から1991年3月29日まで                     |
| 長野県         | テレビ信州         | 日本テレビ系列                | 同時ネット              | 1991年4月1日から                                      |
| 静岡県         | 静岡けんみんテレビ | テレビ朝日系列                | 同時ネット              | 開局3日目の1978年7月3日から1979年6月29日まで          |
| 静岡県         | 静岡第一テレビ     | 日本テレビ系列                | 同時ネット              | 開局2日目の1979年7月2日から                           |
| 富山県         | 北日本放送         | 日本テレビ系列                | 同時ネット              |                                                       |
| 石川県         | 北陸放送           | TBS系列                       | 遅れネット              | 番組開始当日から1990年3月30日まで                     |
| 石川県         | テレビ金沢         | 日本テレビ系列                | 同時ネット              | 開局2日目の1990年4月2日から                           |
| 福井県         | 福井放送           | 日本テレビ系列 テレビ朝日系列 | 同時ネット              |                                                       |
| 中京広域圏     | 名古屋テレビ       | テレビ朝日系列                | 同時ネット              | 番組開始当日から1973年3月30日まで                     |
| 中京広域圏     | 中京テレビ         | 日本テレビ系列                | 同時ネット              | 1973年4月2日から                                      |
| 近畿広域圏     | 読売テレビ         | 日本テレビ系列                | 同時ネット              |                                                       |
| 鳥取県・島根県 | 日本海テレビ       | 日本テレビ系列                | 同時ネット              | [ 注 19 ]                                             |
| 広島県         | 広島テレビ         | 日本テレビ系列                | 同時ネット              | 1975年10月1日から                                     |
| 山口県         | 山口放送           | 日本テレビ系列                | 同時ネット              |                                                       |
| 徳島県         | 四国放送           | 日本テレビ系列                | 同時ネット              |                                                       |
| 香川県・岡山県 | 西日本放送         | 日本テレビ系列                | 同時ネット              | [ 注 21 ]                                             |
| 愛媛県         | 南海放送           | 日本テレビ系列                | 同時ネット              |                                                       |
| 高知県         | 高知放送           | 日本テレビ系列                | 同時ネット              |                                                       |
| 福岡県         | 福岡放送           | 日本テレビ系列                | 同時ネット              |                                                       |
| 長崎県         | 長崎放送           | TBS系列                       | 遅れネット              | 番組開始当日から1988年9月30日まで                     |
| 長崎県         | 長崎国際テレビ     | 日本テレビ系列                | 同時ネット              | 1991年3月25日（サービス放送期間中）から               |
| 熊本県         | 熊本放送           | TBS系列                       | 遅れネット              | 番組開始当日から1982年3月26日まで                     |
| 熊本県         | くまもと県民テレビ | 日本テレビ系列                | 同時ネット              | サービス放送開始直後の1982年3月29日から               |
| 大分県         | テレビ大分         | 日本テレビ系列 フジテレビ系列 | 同時ネット ↓ 遅れネット | 番組開始当日から1988年9月30日まで                     |
| 宮崎県         | 宮崎放送           | TBS系列                       | 遅れネット              | 番組開始当日から放送終了時期に当たる1998年3月26日まで |
| 鹿児島県       | 南日本放送         | TBS系列                       | 遅れネット              | 番組開始当日から1982年9月30日まで                     |
| 鹿児島県       | 鹿児島テレビ       | フジテレビ系列                | 同時ネット ↓ 遅れネット | 1982年10月1日から1994年3月31日まで                    |
| 鹿児島県       | 鹿児島読売テレビ   | 日本テレビ系列                | 同時ネット              | 開局日の1994年4月1日から                              |
| 沖縄県         | 沖縄テレビ         | フジテレビ系列                | 遅れネット              | 1979年4月2日から1988年9月30日まで                     |

### ネット局に関する備考
- 13:30開始時代（1971年）までは、日本テレビ系列局でも、編成の都合で非ネットの系列局があった[15]。
- 本番組は単独番組時代を中心に、日本テレビ系列以外の局も含め、後続の『おしゃれ』（→『三枝成章の気まぐれ』）とともに、全国31局ネットとほぼ全国完全ネットに近い状態で放送されていた[注 27]。放送されていなかったのは佐賀県のみだった（とはいえど、ほとんどの地域で福岡放送・熊本県民テレビ・長崎国際テレビを通して視聴可能だった）。
- 日本テレビ系列外の局では、単独番組時代は14:00から『おしゃれ』を先に放送し、その後の14:15からは本番組を放送する編成が組まれていた[注 28]。
- 長崎放送は放送時間縮小に伴う本番組の打ち切りにより、1988年9月30日の放送をもって日本テレビ系列の帯番組枠を完全に撤廃した[注 29]。

## 放送の休止について
- 札幌ドーム開業前の読売ジャイアンツの北海道遠征試合（おおむね毎年7月開催）におけるデーゲーム試合中継により休止することもあった。しかし、『おもいっきりテレビ』内包後はデーゲーム中継の放送開始が13:20に繰り下がり、本番組の休止は免れた。
- プロ野球日本シリーズの放映により放送を休止するケースもあった（主にデーゲームで開催していた時期）。
- 年末年始は番組編成の都合上、放送を休止していた。